# Back on the Strip (film)
Back on the Strip je americká komedie z roku 2023, kterou režíroval a spolunapsal Chris Spencer. Jedná se o jeho celovečerní režijní debut. Ve filmu hrají Wesley Snipes, J. B. Smoove, Gary Owen, Bill Bellamy, Spence Moore II, Raigan Harris, Faizon Love a Tiffany Haddish. Film produkovali Snipes a Haddish ve spolupráci s Luminosity Entertainment. Pro filmového producenta Elieho Samahu jde o první spolupráci se Snipesem od filmu Zig Zag. Film byl do kin ve Spojených státech uveden 18. srpna 2023.

## Děj
Merlin se přestěhoval do Las Vegas v nadějí, že se stane slavným kouzelníkem. Ale jeho přirozené nadání a nabídka místa u mužského striptýzového souboru The Chocolate Chips ho zavedly úplně jinam.

## Obsazení
- Wesley Snipes jako Luther "Mr. Big"
- Tiffany Haddish jako Verna
- J.B. Smoove jako Amos
- Gary Owen jako Xander
- Bill Bellamy jako Tyriq
- Spence Moore II jako Merlin
- Raigan Harris
- Faizon Love jako Desmond
- Kevin Hart jako tatík
- Piper Curda jako Gia
- Emelina Adams jako Bambi
- Colleen Camp jako Rita
- Caryn Ward jako Eve